# Wisła II Płock
Wisła II Płock – zespół rezerw Wisły Płock. W swojej historii trzy razy występował na III szczeblu rozgrywkowym. W latach 2010–2024 występujący na V szczeblu rozgrywkowym, od 2024 roku na IV szczeblu.

## Historia

### 3 sezony w "starej" III lidze (1983/1984, 1992/1993 i 2000/2001)
Po raz pierwszy Wisła II Płock w III lidze (ówczesnym III poziomie rozgrywkowym) zagrała w sezonie 1983/1984. Rozgrywki zakończyła na przedostatnim, 15. miejscu, w grupie IV. Ponownie w III lidze klub z Płocka zagrał prawie 10 lat później – w sezonie 1992/1993 Petrochemia II Płock (taką nazwę wówczas posiadała Wisła) zajęła 16. miejsce i ponownie spadła z ligi. Ostatni sezon na III szczeblu rozgrywkowym zespół rozegrał w sezonie 2000/2001. Występując pod trzecią inną nazwą (Orlen II Płock) klub ponownie zajął 16. miejsce i spadł do IV ligi.

### Lata 2001-2005
Po spadku do IV ligi, drużyna z Płocka w sezonie 2001/2002 zajęła 7. miejsce, jednak z powodu reorganizacji rozgrywek w województwie mazowieckim i powołaniu pośredniego szczebla pomiędzy IV ligą i klasą okręgową, Orlen II Płock spadł do Mazowieckiej Ligi Seniorów, czyli na V szczebel rozgrywkowy. Tam zespół spędził 1 sezon, wygrywając, już pod nazwą Wisła II Płock, grupę północną w sezonie 2002/2003. W następnych sezonach klub zajął odpowiednio 11. i 13. miejsce. Ten drugi wynik oznaczał spadek z IV ligi, jednak klub został wycofany po zakończeniu sezonu.

### "Nowa" III liga (sezony 2008/2009 i 2009/2010)
Wisła II Płock ponownie w rozgrywkach seniorów pojawiła się w sezonie 2008/2009, kiedy Mazowsze Płock, które uzyskało prawo do gry w zreformowanej III lidze kosztem Radomiaka Radom, stało się rezerwami Wisły. Sezon klub zakończył na 12. miejscu, dzięki czemu utrzymał się w III lidze. W następnym sezonie drużyna nie miała już tyle szczęścia i zajęła 14. miejsce, które oznaczało spadek do IV ligi.

### IV liga (lata 2010–2024)
Po spadku do IV ligi, Wisła II Płock występuje w każdym kolejnym sezonie w tej lidze – od sezonu 2010/2011 do sezonu 2021/2022 w grupie mazowieckiej północnej, a sezony 2022/2023 i 2023/2024 w grupie mazowieckiej. W 2024 roku zespołowi udało się awansować do III ligi, gr. I.

## Bilans ligowy
Źródło:
| Sezon   | Liga                                            | Poziom ligowy                        | Miejsce                              | Punkty                               | Bramki                               | Uwagi                                                 |
| ------- | ----------------------------------------------- | ------------------------------------ | ------------------------------------ | ------------------------------------ | ------------------------------------ | ----------------------------------------------------- |
| 1983/84 | III liga, gr. IV                                | III                                  | 15/16                                | 21                                   | 37-49                                | spadek                                                |
| 1992/93 | III liga, gr. II (Środkowa)                     | III                                  | 16/18                                | 24                                   | 38-71                                | pod nazwą Petrochemia II Płock; spadek                |
| 1996/97 | IV liga, gr. Włocławek-Płock-Konin-Skierniewice | IV                                   | 4/15                                 | 51                                   | 75-31                                | pod nazwą Petrochemia II Płock                        |
| 1997/98 | IV liga, gr. Włocławek-Płock-Konin-Skierniewice | IV                                   | 5/16                                 | 48                                   | 70-42                                | pod nazwą Petrochemia II Płock                        |
| 1998/99 | IV liga, gr. Włocławek-Płock-Konin-Skierniewice | IV                                   | 7/18                                 | 58                                   | 83-52                                | pod nazwą Petrochemia II Płock                        |
| 1999/00 | IV liga, gr. Włocławek-Płock-Konin-Skierniewice | IV                                   | 2/18                                 | 71                                   | 51-14                                | pod nazwą Petro II Płock; awans po wygranych barażach |
| 2000/01 | III liga, gr. I                                 | III                                  | 16/20                                | 44                                   | 50-56                                | pod nazwą Orlen II Płock; spadek                      |
| 2001/02 | IV liga, gr. mazowiecka północna                | IV                                   | 7/16                                 | 47                                   | 62-45                                | pod nazwą Orlen II Płock; spadek                      |
| 2002/03 | Mazowiecka Liga Seniorów, gr. północna          | V                                    | 1/16                                 | 73                                   | 106-32                               | awans                                                 |
| 2003/04 | IV liga, gr. mazowiecka                         | IV                                   | 11/18                                | 45                                   | 54-55                                |                                                       |
| 2004/05 | IV liga, gr. mazowiecka                         | IV                                   | 13/18                                | 44                                   | 66-62                                | [ a ]                                                 |
| 2005/06 | brak występów w rozgrywkach ligowych            | brak występów w rozgrywkach ligowych | brak występów w rozgrywkach ligowych | brak występów w rozgrywkach ligowych | brak występów w rozgrywkach ligowych | brak występów w rozgrywkach ligowych                  |
| 2006/07 | brak występów w rozgrywkach ligowych            | brak występów w rozgrywkach ligowych | brak występów w rozgrywkach ligowych | brak występów w rozgrywkach ligowych | brak występów w rozgrywkach ligowych | brak występów w rozgrywkach ligowych                  |
| 2007/08 | brak występów w rozgrywkach ligowych            | brak występów w rozgrywkach ligowych | brak występów w rozgrywkach ligowych | brak występów w rozgrywkach ligowych | brak występów w rozgrywkach ligowych | brak występów w rozgrywkach ligowych                  |
| 2008/09 | III liga, gr. łódzko-mazowiecka                 | IV                                   | 12/16                                | 34                                   | 47-52                                | [ b ] [ c ]                                           |
| 2009/10 | III liga, gr. łódzko-mazowiecka                 | IV                                   | 14/16                                | 30                                   | 43-63                                | spadek                                                |
| 2010/11 | IV liga, gr. mazowiecka północna                | V                                    | 7/16                                 | 42                                   | 49-35                                |                                                       |
| 2011/12 | IV liga, gr. mazowiecka północna                | V                                    | 3/17                                 | 57                                   | 81-45                                |                                                       |
| 2012/13 | IV liga, gr. mazowiecka północna                | V                                    | 8/16                                 | 43                                   | 49-40                                |                                                       |
| 2013/14 | IV liga, gr. mazowiecka północna                | V                                    | 3/18                                 | 68                                   | 66-29                                |                                                       |
| 2014/15 | IV liga, gr. mazowiecka północna                | V                                    | 8/18                                 | 57                                   | 77-41                                |                                                       |
| 2015/16 | IV liga, gr. mazowiecka północna                | V                                    | 6/17                                 | 56                                   | 61-31                                |                                                       |
| 2016/17 | IV liga, gr. mazowiecka północna                | V                                    | 4/20                                 | 64                                   | 67-50                                |                                                       |
| 2017/18 | IV liga, gr. mazowiecka północna                | V                                    | 2/15                                 | 55                                   | 59-30                                |                                                       |
| 2018/19 | IV liga, gr. mazowiecka północna                | V                                    | 8/16                                 | 42                                   | 60-43                                |                                                       |
| 2019/20 | IV liga, gr. mazowiecka północna                | V                                    | 9/16                                 | 19                                   | 27-25                                | [ d ]                                                 |
| 2020/21 | IV liga, gr. mazowiecka północna                | V                                    | 3/14                                 | 54                                   | 75-29                                |                                                       |
| 2021/22 | IV liga, gr. mazowiecka północna                | V                                    | 3/18                                 | 77                                   | 88-28                                |                                                       |
| 2022/23 | IV liga, gr. mazowiecka                         | V                                    | 4/18                                 | 63                                   | 90-62                                |                                                       |
| 2023/24 | IV liga, gr. mazowiecka                         | V                                    | 1/18                                 | 83                                   | 102-23                               | awans                                                 |
| 2024/25 | III liga, gr. I                                 | IV                                   | 12/18                                | 43                                   | 54-58                                |                                                       |